# Lars Sandahl Sørensen
Lars Sandahl Sørensen (født 26. maj 1963 i Gentofte) er en dansk forretningsmand. Siden 2019 har han været administrerende direktør i DI.

## Karriere
Sandahl Sørensen er uddannet indenfor økonomi og ledelse på Kansai Gaidai University (en) i Japan, Stanford University og St. Cloud State University (en) i USA I løbet af sin karriere har han blandt andet været koncerndirektør i SAS, kommerciel koncerndirektør i ISS World Services A/S, adm. direktør i Danmarks Turistråd/Visit Denmark, seniorkonsulent i Dansk Industri og udsendt handelsmedarbejder for Udenrigsministeriet. I 2019 blev han udnævnt til administrerende direktør i DI.

## Omtale
Politiken skrev ved Sandahls 60-års-fødselsdag, at han blandt andre erhvervsledere og modparter havde et ry for at være god til at placere sig, så han blev en naturlig samtalepartner.

## Andet
Sandahl Sørensen bor i Taarbæk. Han har som yngre boet en årrække i Australien. Han har to børn.
I 2025 optrådte Sandahl Sørensen som en af de tre topchefer i reality-tv-programmet Cheferne – Jagten på talentet på DR, hvor han sammen med Anne Buchardt og Casper Kirketerp-Møller skulle bedømme de deltagende lederaspiranter.